# Stosunki polsko-białoruskie
Stosunki polsko-białoruskie – relacje międzynarodowe łączące Polskę i Białoruś.
Stosunki dyplomatyczne między Polską a Białorusią zostały nawiązane 2 marca 1992. Polska była jednym z pierwszych państw, które uznały niepodległość Białorusi. Oba kraje łączy Traktat o dobrym sąsiedztwie i przyjaznej współpracy z 23 czerwca 1992 oraz szereg umów dwustronnych.
Granica polsko-białoruska, licząca ponad 418 kilometrów, jest także zewnętrzną granicą Unii Europejskiej.
Obecnie relacje dyplomatyczne pomiędzy oboma państwami są bardzo niepewne. Problem mniejszości polskiej na Białorusi liczącej ponad 400 000 osób oraz zwalczania opozycji demokratycznej odbija się negatywnie na stosunkach pomiędzy oboma państwami. Od II połowy lat 90. postępowanie władz Polski wobec Białorusi odbywało się w ramach formuły „krytycznego dialogu”.
W chwili obecnej Polska posiada trzy placówki dyplomatyczne na terenie Białorusi, którymi są ambasada RP w Mińsku i konsulaty generalne w Brześciu oraz Grodnie. Białoruś natomiast posiada swoje placówki w Warszawie (ambasada), Gdańsku i Białymstoku (konsulaty generalne), a także w Białej Podlaskiej (konsulat).
Według ostatniego spisu powszechnego w Polsce zamieszkuje mniejszość białoruska, która liczy około 48 700 osób.
Na tle stosunków z większością sąsiadów czynnikiem wyróżniającym relacje polsko-białoruskie jest brak obciążeń o charakterze historycznym. Wskazuje się raczej na pozytywne doświadczenia wspólnej państwowości oraz powiązania kulturowe. Z drugiej strony czynnikiem różniącym oba społeczeństwa jest religia, a także poziom świadomości narodowej.

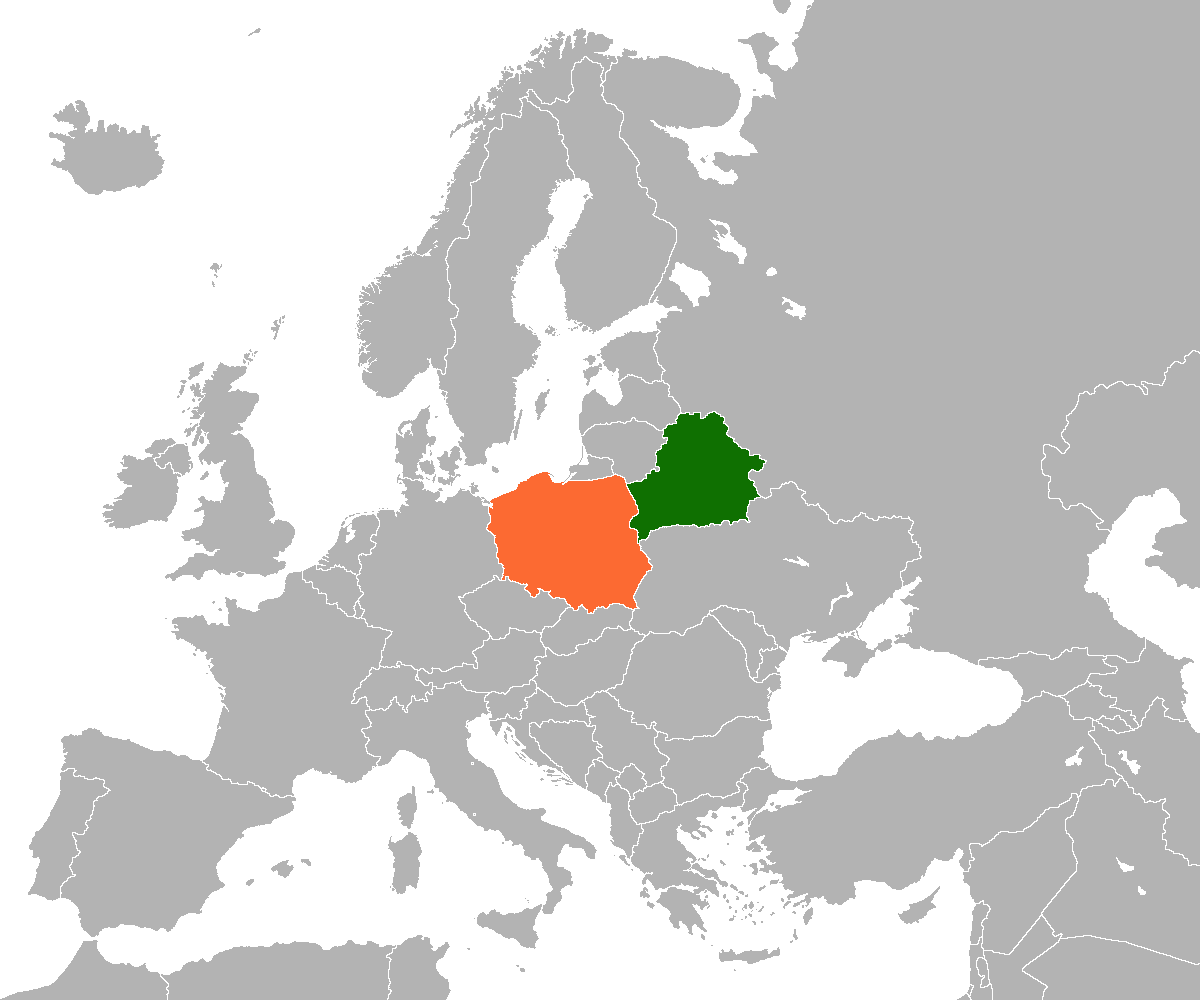
Położenie Polski i Białorusi na mapie Europy

## Historia

Flaga Białorusi do 1995 roku

### Nawiązanie współpracy
Początek stosunków z Białorusią nie był pomyślny – władze białoruskie unikały potwierdzenia granicy z Polską odwołując się do argumentu, że ich państwo nie było stroną polsko-sowieckiego traktatu z 16 sierpnia 1945. Ponadto wysuwano żądania autonomicznego okręgu białostockiego i uznania go za ziemię etnicznie białoruską. W tych okolicznościach niemożliwe było wystosowanie wspólnej deklaracji politycznej podczas wizyty ministra Krzysztofa Skubiszewskiego w październiku 1990 roku. Klimat poprawił się dopiero po ogłoszeniu niepodległości przez Białoruś 25 sierpnia 1991 – Sejm odniósł się do tego faktu w uchwale z 31 sierpnia, a 27 grudnia Polska oficjalnie uznała Białoruś. Podczas wizyty premiera Wiaczesława Kiebicza w październiku 1991 podpisano Deklarację o dobrym sąsiedztwie, wzajemnym zrozumieniu i współpracy. Z kolei w marcu 1992 doszło do wizyty szefa białoruskiej dyplomacji Piotra Krauczanki – podpisano wówczas porozumienia dotyczące stosunków dyplomatycznych i konsularnych. W 1992 uzgodniono otwarcie trzech nowych przejść granicznych, kwestię dostaw węgla na Białoruś oraz powołanie wspólnego banku komercyjnego. Zawarto też szereg umów, dotyczących m.in. ruchu osobowego, współpracy transgranicznej, ochrony i popierania wzajemnych inwestycji oraz wspólnej walce z przestępczością. 23 czerwca 1992 podpisano najważniejsze porozumienie – Traktat o dobrym sąsiedztwie i przyjaznej współpracy, wzorowany na analogicznej umowie z Ukrainą, ale z wyraźnie słabszym mechanizmem konsultacji dwustronnych.
Na przeszkodzie w pogłębianiu współpracy stanęły odmienne wizje rozwoju obydwu państw – Polska zdecydowała się bowiem na kurs euroatlantycki, zaś postkomunistyczne elity rządzące Białorusią nie zamierzały ani demokratyzować kraju, ani radykalnie ograniczać związków z Rosją. Białoruś nie podejmowała zatem inicjatyw mających zbliżyć ją do Zachodu, preferowała jedynie współpracę w wybranych dziedzinach – dążyła np. do zwiększenia możliwości tranzytu towarów przez Polskę, budowy linii szerokotorowej do Gdańska i dzierżawy statków handlowych. W związku z coraz bardziej różniącym się podejściem do wizji przyszłości swoich państw doszło do zgrzytu dyplomatycznego w czasie wizyty premier Hanny Suchockiej w Mińsku w dniu 18 listopada 1992 roku – zwrócenie przez nią uwagi na fakt zbliżenia białorusko-rosyjskiego odebrano jako zarzut o niechęć do funkcjonowania jako suwerenne państwo.
Z drugiej strony zachowana została ogólna dynamika stosunków politycznych, a w latach 1993–1994 nawiązano współpracę wojskową. Polsce zależało bowiem na nieuczestniczeniu Białorusi w Traktacie taszkenckim, który zakładał budowę organizacji wojskowej w ramach WNP. Rozwijała się także współpraca gospodarcza – w 1992 obroty w handlu przekroczyły 0,3 mld USD, a Polska była tym samym głównym partnerem handlowym Białorusi, nie licząc państw WNP. Niski stopień wolnorynkowych przemian osłabił jednak ten czynnik w kolejnych latach. Drażliwą kwestią we wzajemnych relacjach były sprawy związane z Polakami na Białorusi i działalnością polskich księży katolickich, których strona białoruska oraz Cerkiew prawosławna oskarżały o prowadzenie działalności politycznej. W umocnieniu relacji nie pomogła nawet wizyta prezydenta Lecha Wałęsy w dniach 28–29 czerwca 1993 roku. Koniec roku 1993 i rok 1994 przyniosły zdecydowane sygnały o odmiennych koncepcjach geopolitycznych w obu państwach – w odpowiedzi na zapytanie ze strony Polski o jej przystąpienie do NATO strona białoruska wyraziła niepokój perspektywą bezpośredniego sąsiedztwa z Sojuszem. Wielu białoruskich polityków odbierało polski krok jako działanie przynajmniej nieprzyjazne wobec swego kraju, a opinię tę podzielała duża część białoruskiego społeczeństwa. W tej sytuacji słabło znaczenie polityków nastawionych prozachodnio. Ponadto 5 stycznia 1994 strona białoruska podpisała Traktat taszkencki, a 26 stycznia tego samego roku zdymisjonowany został przewodniczący Rady Najwyższej Stanisław Szuszkiewicz, uchodzący za polityka umiarkowanie prozachodniego.

### Kryzys i „krytyczny dialog”

Flaga Białorusi od 1995 roku

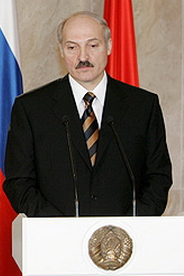
Alaksandr Łukaszenka

W lipcu 1994 prezydentem Białorusi został Alaksandr Łukaszenka – już pierwsze jego posunięcia wzbudziły niepokój strony polskiej, gdyż nowy prezydent wstrzymał proces przekazania arsenału jądrowego Rosji oraz zapoczątkował politykę reintegracji z Moskwą. Narastały również problemy związane z działalnością polskich księży, gdyż od lipca 1994 zaostrzyły się przepisy regulujące ich pracę. Ponadto pogorszyła się sytuacja mniejszości polskiej, w związku z zaostrzeniem się tendencji autorytarnych w polityce wewnętrznej, przejawem czego było m.in. ograniczenie swobody wypowiedzi i zgromadzeń. Słabła też współpraca gospodarcza, a wizyty polskich polityków (marszałka Sejmu Józefa Oleksego, czy ministra spraw zagranicznych Andrzeja Olechowskiego – obie w 1994) nie wpłynęły na zmianę ogólnych tendencji. Kolejni polscy ministrowie spraw zagranicznych (Władysław Bartoszewski, Dariusz Rosati) wyrażali wolę poprawy stanu relacji oraz podjęcia zabiegów na rzecz wzmocnienia niezależności Białorusi, lecz polityka zbliżenia z NATO była źle odbierana przez stronę białoruską. Od wiosny 1996 wyraźne w polskiej polityce wobec Białorusi były z jednej strony działania na rzecz kontynuowania dialogu, zaś z drugiej stopniowe naciski na zmianę polityki wewnętrznej reżimu. 30 marca 1996 doszło do spotkania prezydentów obu państw, na którym omówiono m.in. współpracę w ramach euroregionów Bug i Niemen. Aleksander Kwaśniewski powiedział, że Białoruś ma prawo integrować się z Rosją, powtórzył jednak tezę, że suwerenne państwo białoruskiej jest Europie potrzebne. Spotkał się także z przedstawicielami opozycji w Grodnie. Tymczasem już 2 kwietnia 1996 podpisany został układ o utworzeniu Stowarzyszenia Rosji i Białorusi. Jeszcze 20 lipca 1996 polska dyplomacja podjęła próbę budowy tzw. trójkąta brzeskiego, czyli trójstronnej współpracy polsko-białorusko-ukraińskiej, jednak Białoruś uznała, że nie będzie pogłębiać relacji z państwami krytycznie odnoszącymi się do jej polityki wewnętrznej. Z kolei 21 września 1996 doszło do spotkania premierów obu państw z okazji otwarcia polskiej szkoły w Grodnie i białoruskiej w Kleszczelach, jednak były to już ostatnie przykłady tego rodzaju współpracy w pierwszych latach rządów Łukaszenki.
W listopadzie 1996 sytuacja wewnętrzna na Białorusi zaostrzyła się – prezydent przedłużył swoją kadencję o półtora roku oraz usunął opozycję z parlamentu. Ograniczanie swobód obywatelskich uderzało także w zamieszkujących Białoruś Polaków. Jeszcze 20 listopada zainicjowano wspólny apel prezydentów Polski, Ukrainy i Litwy, którzy wezwali Białoruś do rozwiązania kryzysu drogą konstytucyjną oraz poszanowania standardów demokratycznych i praw obywatelskich. Spotkało się to z negatywną reakcją Białorusi, która oskarżyła sąsiadów o ingerencję w sprawy wewnętrzne. W związku z naruszeniami elementarnych standardów wyniki referendum zmieniającego konstytucję nie zostały uznane przez państwa Europy Zachodniej, co przyczyniło się do izolacji Białorusi na arenie międzynarodowej. Od tego momentu dyplomacja polska przyjęła strategię tzw. krytycznego dialogu – otwarcie krytykowano antydemokratyczne działania reżimu Łukaszenki i obniżono rangę wzajemnych relacji, ale nie doszło do całkowitego ich zawieszenia z obawy o zupełne zdominowanie Białorusi przez Rosję. Przyjęta w tej postaci koncepcja miała koncentrować się na ochronie praw mniejszości polskiej oraz polskich interesów gospodarczych.
26 marca 1997 Łukaszenka zasugerował, że Polacy z Grodzieńszczyzny nie są lojalnymi obywatelami państwa. Problemem pozostawały też bariery współpracy gospodarczej, związane z brakiem reform. W tych okolicznościach Polska podjęła próbę nacisku na Białoruś poprzez dyplomację wielostronną – temat sytuacji na Białorusi poruszono np. na spotkaniu przywódców 12 państw Europy Środkowo-Wschodniej we wrześniu 1997 w Wilnie. Polska chciała skorzystać również z szansy nawiązania dialogu podczas swego przewodnictwa w OBWE, gdy w lutym 1998 do Mińska przybył Bronisław Geremek – Białoruś całkowicie odrzucała jednak krytykę wobec działań podejmowanych przez reżim. Ponadto w czerwcu 1998 pogłębił się rozdźwięk pomiędzy Białorusią a Unią Europejską i Stanami Zjednoczonymi, w związku z potraktowaniem zachodnich dyplomatów przy okazji sprawy osiedla Drozdy. Po tych wydarzeniach Zachód objął Białoruś sankcjami, jednak Polska nie przyłączyła się do tych działań, a już w styczniu 1999 ambasador powrócił do Mińska.
22 stycznia 1999 uchwalono Posłanie Sejmu do Narodu Białoruskiego, w którym wyrażono wsparcie dla tej części narodu Białoruskiego, która pragnie demokracji i gospodarki budowanej w oparciu o zasady rynkowe. Władze białoruskie potępiły ten krok, a pod polską ambasadą pikietowano. W tym samym roku rząd wsparł finansowo stację Radio Racja, a marszałek Sejmu Maciej Płażyński spotkał się z Siamionem Szareckim. W 2001 roku strona polska skrytykowała przebieg wyborów prezydenckich, ale ogólna postawa polskiej dyplomacji pozostawała zdecydowanie bardziej nastawiona na współpracę niż stanowisko Unii Europejskiej i pozostałych państw NATO. Politykę powiązania zacieśniania relacji w zależności od poprawy sytuacji wewnętrznej kontynuowały też kolejne rządy po wyborach parlamentarnych z 2001 roku. Po 11 września 2001 roku podjęto jednak próbę przełamania impasu – na organizowaną w Warszawie konferencję dotyczącą zwalczania terroryzmu zaproszono przedstawiciela prezydenta Łukaszenki, a w listopadzie 2001 i marcu 2002 doszło do spotkania ministrów spraw zagranicznych. Ponadto w styczniu 2002 polska dyplomacja zaproponowała utworzenie grupy polsko-rosyjskiej do spraw Białorusi, a w listopadzie 2002 Polska nie zdecydowała się na przyłączenie do ponowionych przez UE i USA sankcji wobec przedstawicieli reżimu Łukaszenki. W maju tego samego roku przeprowadzono wspólne ćwiczenia służb granicznych. Rządowi nie udało się jednak wykorzystać napięć w stosunkach rosyjsko-białoruskich. Optymistycznym sygnałem była natomiast stopniowa poprawa wymiany handlowej, której obroty sięgnęły 0,5 mld USD w 2003 roku. Jeszcze w 2003 doszło też do wizyty marszałka Senatu Longina Pastusiaka oraz premiera Leszka Millera na Białorusi. Stanowisko strony białoruskiej pozostawało jednak niezmienne – wyrażano wolę współpracy dwustronnej, ale odrzucano postulaty zmiany polityki wewnętrznej.
Nowe problemy w stosunkach wzajemnych wiązały się z przyjęciem Traktatu akcesyjnego – nakładał on na Polskę obowiązek wprowadzenia wiz dla obywateli Białorusi, co wiązało się z wysokimi kosztami finansowymi przy przekraczaniu granicy. Z drugiej strony 30 kwietnia 2004 udało się zawrzeć nową umowę gospodarczą. Kolejne kwestie sporne wiązały się z dalszymi nieprawidłowościami przy białoruskich wyborach – w 2004 Unia Europejska skrytykowała przebieg referendum, a w 2006 wyborów prezydenckich. Z kolei w związku z oskarżeniami o łamanie praw pracowniczych Białoruś utraciła prawo do korzystania z preferencyjnej taryfy celnej w handlu z Unią Europejską. Ponadto po pomarańczowej rewolucji w końcu 2004 reżim Łukaszenki jeszcze bardziej zaostrzył represje wobec opozycji, mediów, a także niezależnych stowarzyszeń, w tym jednej z najliczniejszych organizacji – Związku Polaków na Białorusi. Polityka wobec mniejszości polskiej przyczyniła się do pogorszenia relacji. W czerwcu 2005 roku Białoruś rozpoczęła wydalanie polskich dyplomatów, a w lipcu Warszawa odwołała swojego ambasadora. Kryzys utrzymywał się także za rządów PiS-u, Samoobrony i Ligi Polskich Rodzin. Początkowo z protestami strony białoruskiej spotkało się również przyjęcie przez Sejm Ustawy z dnia 7 września 2007 r. o Karcie Polaka.

### Próby normalizacji

Unia Europejska oraz kraje objęte Partnerstwem Wschodnim

Okazją do podjęcia zmiany we wzajemnych relacjach było mianowanie nowego ambasadora w Mińsku w grudniu 2007 i próba odbudowy kontaktów roboczych. Działania te zainicjował przez nowy rząd Platformy Obywatelskiej i Polskiego Stronnictwa Ludowego. Już w lutym 2008 roku Łukaszenka złagodził krytykę Karty Polaka, a podczas corocznego orędzia w kwietniu tego samego roku odniósł się do Polaków zamieszkujących Białoruś życzliwie. W związku z ograniczeniem represji na Białorusi Polska wsparła ideę włączenia tego kraju do zainicjowanego przez siebie programu Partnerstwa Wschodniego. 12 września 2008 roku doszło do wizyty Radosława Sikorskiego na Białorusi – była to pierwsza od 4 lat wizyta polskiego ministra spraw zagranicznych w tym kraju. Jeszcze przed wyjazdem minister stwierdził, że:

Polska życzy sobie lepszych, normalniejszych stosunków ze swoimi białoruskimi sąsiadami, liczymy na to, że kraj ten stanie się ważnym partnerem w ramach Partnerstwa Wschodniego

Białoruskie wybory parlamentarne z września 2008 roku nie były ocenione przez Zachód tak negatywnie jak poprzednie głosowania, w związku z czym złagodzono restrykcje wobec reżimu. Doszło też do spotkań przedstawicieli Unii Europejskiej z władzami Białorusi. 1 listopada 2008 roku strona polska obniżyła ceny wiz dla Białorusinów. Podjęto także rozmowy na temat liberalizacji polityki wizowej oraz poruszono tematykę pracy konsulatów. 23 lutego 2009 roku Białoruś odwiedził wicepremier Waldemar Pawlak – doszło wówczas do spotkania z wicepremierem Andriejem Kobiakowem i premierem Siarhiejem Sidorskim. 7 maja 2009 roku izolacja Białorusi, przy zdecydowanym wsparciu strony polskiej, została ostatecznie przełamana – przy udziale przedstawiciela prezydenta Łukaszenki zainaugurowano Partnerstwo Wschodnie.

### Stosunki od 2020 roku
Po wyborach prezydenckich na Białorusi w 2020 roku i fali represji doszło do załamania stosunków politycznych między Polską a Białorusią. Reżim w Mińsku zawiesił udział kraju w Partnerstwie Wschodnim oraz stał się sojusznikiem Rosji w napaści na Ukrainę.
Polska udzieliła wsparcia białoruskiej opozycji. Jej liderka Swiatłana Cichanouska została przyjęta w Warszawie przez Prezesa Rady Ministrów Mateusza Morawieckiego, a w ciągu dwóch miesięcy ponad 700 Białorusinów przybyło do Polski na zasadach szczególnych.
W roku 2021 miał miejsce kryzys migracyjny na granicy polsko-białoruskiej, zaobserwowano także nasilenie wymierzonego w Polskę nieprzychylnego przekazu.
W 2022 r., po rozpoczęciu wspieranej przez Aleksandra Łukaszenkę rosyjskiej inwazji na Ukrainę, doszło do dalszego pogorszenia stosunków między obydwoma państwami. Dodatkowe napięcia powodowały zdarzające się na terytorium Białorusi dewastacje polskich miejsc pamięci. Zniszczono m.in. pomnik Armii Krajowej w Stryjówce, cmentarz w Mikuliszkach, cmentarz w Surkontach, groby i upamiętnienia akowskie w Bogdanach (Jewłasze), Bobrowiczach, Jodkiewiczach, Wołkowysku, Dyndyliszkach, Kaczycach, Iwiu, Piaskowcach, Oszmianie, Plebaniszkach oraz pomnik katyński na cmentarzu wojskowym w Grodnie.
W maju 2024 roku premier Donald Tusk zapowiedział program Tarcza Wschód przewidujący inwestycje w ufortyfikowanie granicy z Rosją i Białorusią.

## Umowy dwustronne[40]
Polska i Białoruś zawarły szereg umów bilateralnych:
- umowa o wzajemnym popieraniu i ochronie inwestycji (24.04.1992),
- porozumienie w sprawie utworzenia polsko-białoruskiego komercyjnego banku (podpisane 24.04.1992),
- umowa o współpracy gospodarczej (30.04.2004),
- umowa w sprawie unikania podwójnego opodatkowania w zakresie podatków od dochodu i majątku (18.11.1992),
- umowa między Rządem Rzeczypospolitej Polskiej a Rządem Republiki Białoruś o współpracy i pomocy wzajemnej w sprawach celnych (27.11.1995)
- umowa dotycząca zwalczania wścieklizny na Białorusi (6.11.2018 i 30.09.2019)
- umowa między o wzajemnym zatrudnianiu pracowników (27.09.1995)
- umowa między o zabezpieczeniu społecznym (13.02.2019)
- umowa między o współpracy w dziedzinie nauki i technologii (18.11.1992)
- umowa o współpracy w dziedzinie turystyki (27.11.1995)
- porozumienie o współpracy w dziedzinie ochrony środowiska (12.09.2009)
- porozumienie w sprawie organizacji przewozów (30.03.1992)
- umowa między o komunikacji kolejowej przez granicę państwową (20.05.1992)
- umowa o międzynarodowych przewozach drogowych (20.05.1992)
- umowa o cywilnej komunikacji lotniczej (8.06.1993)
- umowa o transporcie wodnym śródlądowym (20.01.2012)
- umowa o utrzymaniu drogowych granicznych obiektów mostowych na polsko-białoruskiej granicy państwowej (27.06.2018)
- umowa o utrzymaniu granicznych kolejowych obiektów mostowych na polsko-białoruskiej granicy państwowej (1.03.2019)
- umowa o budowie nowego drogowego granicznego obiektu mostowego przez rzekę Bug w drogowym przejściu granicznym Sławatycze – Domaczewo na polsko-białoruskiej granicy państwowej (27.06.2019)